# Arthur Hastings
Capitão Arthur Hastings é um personagem fictício criado pela escritora Agatha Christie. Geralmente, ele é o narrador das histórias em que aparece junto com Hercule Poirot.

## Personalidade
O Capitão Hastings é o "Watson" do detetive Hercule Poirot, também criação da autora. Amigo inseparável, embora suas conclusões sejam muitas vezes o oposto da realidade, elas ajudam o raciocínio de Poirot. Este vive ironizando a forma de pensar de Hastings. O mais interessante, porém, é que a maioria dos leitores termina por seguir a mesma linha de pensamento do Capitão, tornando a leitura mais cômica, ou, dependendo do ponto de vista, irritante. 
Hastings apareceu em 26 contos mas apenas em 8 romances. Casou-se com uma jovem e doce mulher chamada Dulcie Duveen e juntos se mudaram para Argentina. Durante anos, contudo, Hastings retornava para Londres para visitar seu amigo Poirot. Hastings teve 4 filhos, sendo dois homens e duas mulheres. Um dos filhos entra para a Marinha; o outro é casado e passa a administrar o rancho do pai na Argentina, após Hastings ficar viúvo e retornar à Inglaterra. As filhas são Grace (casado com um militar e que reside com o marido na Índia por um tempo) e Judith (uma pesquisadora científica que vive na Inglaterra).

## Participação em Livros
- The Mysterious Affair at Styles (O Misterioso Caso de Styles, Brasil e Portugal) - 1920
- Murder on the Links (Assassinato no Campo de Golfe, Brasil ou Crime no Campo de Golfe, Portugal) - 1923
- Poirot Investigates - 1924
- The Big Four (Os Quatro Grandes, Brasil e Portugal) - 1927
- Peril at End House (A Casa do Penhasco, Brasil ou A Diabólica Casa Isolada, Portugal) - 1932
- Lord Edgware Dies (Treze à Mesa, Brasil ou A Morte de Lord Edgware, Portugal) - 1933
- The A.B.C. Murders (Os Crimes ABC, Brasil e Portugal) - 1936
- Dumb Witness (Poirot Perde Uma Cliente, Brasil e Portugal) - 1937
- Poirot's Early Cases - 1974
- Curtain: Poirot's Last Case (Cai o Pano, Brasil ou Cai o Pano: O Último Caso de Poirot, Portugal) - escrito nos anos 1940, publicado em 1975